# Lehnsdorf
Lehnsdorf  ist ein Ortsteil der Gemeinde Wiesenburg/Mark im Landkreis Potsdam-Mittelmark in Brandenburg.

## Lage
Der Ort liegt südöstlich des Kernortes Wiesenburg an der Landesstraße L 831. Westlich und südlich des Ortes verläuft die Landesgrenze zu Sachsen-Anhalt. Im Nordwesten liegt die wüste Feldmark Preußdorf, im Nordosten die wüste Feldmark Leisdorf. Westsüdwestlich befand sich die wüste Feldmark Lehnsdorf, die den Lehnsdorfern seit 1482 zur Nutzung eingeräumt worden war, aber stets unter anhaltinischer Landeshoheit blieb.

## Geschichte

### 13. bis 15. Jahrhundert
Das Gassendorf erschien erstmals im Jahr 1215 als ville Lozeke in den Akten. Es war ein Lehen der Grafen von Anhalt, allerdings war die Landeshoheit wohl schon vor 1426 am das Kurfürstentum Sachsen übergegangen. Die Ober- und Untergerichtsbarkeit lag bis 1215 bei den Grafen von Falkenstein und ging im genannten Jahr bis vor 1426 an das Kollegiatstift St. Marien zu Coswig/Anhalt. In dieser Zeit lebte im Dorf in den Jahren 1419/1420 ein Richter, der die Gerichtsbarkeit und 5 ½ Hufen bewirtschaftete. Außerdem gab es eine Familie Coppe, die 1 ½ Hufen zum Lehen hatte. Vor 1625 bis um 1550/1552 übernahm die Vogtei bzw. Pflege bzw. Amt Rabenstein diesen Anteil. Die von Brandt von Lindau besaßen vor 1419 bis nach 1592 die Hebungen (1419/1420) bzw. viermal ein Viertel Lehen (1506) bzw. viermal ¼ Lehnhufe (1592). In dieser Zeit änderte sich die Schreibweise des Dorfes von Czu Hoen loczke im Jahr 1441 zu Hogennlotzke im Jahr 1496. Im Dorf lebten zwölf Türkensteuerpflichtige, darunter der Schulze und ein Hirte.

### 16. Jahrhundert

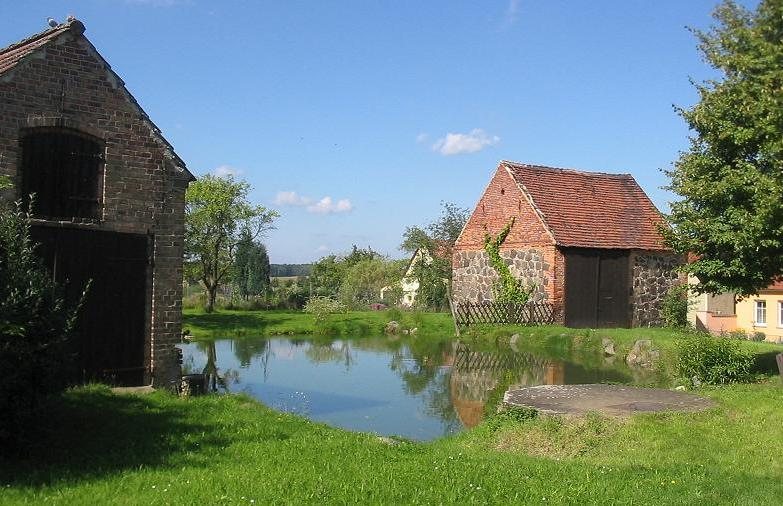
Ortsansicht Lehnsdorf

In Lehnsdorf gab es im Jahr 1506 elf Einwohner, darunter den Richter mit sechs Lehnhufen. Ein Einwohner zinste von den Hufen und hat eine Wiese, ein anderer zinste von den wüsten Hufen aus Preußdorf, einer zinste von den Dorfhufen und von wüsten Hufen aus Preußdorf sowie ein weiterer Einwohner, der die wüste Gerichtsbarkeit aus Leisdorf besaß. Zwei Einwohner zinsten von wüsten Hufen aus Preusdorf und hatten je 1 Vt von der Familie Brandt von Lindau zu Lehen; ein anderer hatte ein Haus. Ein weiterer Einwohner hatte ebenfalls 1 Vt von den Brandt von Lindau zu Lehen, dazu eine Wiese. Ein anderer Einwohner hatte die wüste Gerichtsbarkeit aus Preußdorf zu Lehen sowie von der Familie von Brandt von Lindau 1 Vt zum Lehen. Der elfte Einwohner zinste von wüsten Hufen aus Preußdorf. Im Jahr 1530 gab es neun Hufner und drei Gärtner; 1542 waren es der Schulze mit Haus, Hof und Gerichtsbarkeit sowie 5 ½ Hufen, acht Einwohner mit Haus, Hof und je zwei Hufen sowie einer mit Haus, Hof und einer Hufe. Es gab weiterhin einen Kossätenhof mit Haus und Hof, einen Hausgenossen sowie einen Hirten mit drei Kühen, 100 Schweinen, 81 Lämmer und elf Schweinen. Im Dorf arbeiteten außerdem zehn Knechte und sechs Mägde. Um 1550/1552 übernahm bis 1872 das Amt Belzig-Rabenstein das Dorf. Kurz darauf wurde erneut von neun Hufnern und drei Gärtnern berichtet. Für das Jahr 1565 sind der Lehnschulze, neun Häuser und Höfe, ein Kossätenhof, ein geringes Gütlein, ein Einwohner mit Vieh sowie der Hirte mit zwei Kühen, 67 Schafen und einer Range verzeichnet. Im Jahr 1575 erhielt der Pfarrer 2 Dreißig 2 ½ Mandel Roggen, 20 Mandeln 6 Garben Hafer und 1 Dreißig Mandeln Heidekorn als Zehnt; der Küster erhielt 8 Scheffel Korn und 12 Brote; es gab zehn Hufner und zwei Kossäten. Sie erscheinen erneut als zwölf „besessene Mann“ im Jahr 1591. Zur Gemarkung zählen 54 ½ Hufen, darunter 37 ½ Dorfhufen, 6 wüste Hufen in Preußdorf und 10 wüste Hufen in Leisdorf. Hinzu kamen 18 ½ Mg Wiese: 8 ½ Mg vor Fredersdorf, 5 Mg vor Dippmannsdorf und 5 Mg vor Baitz.

### 17. Jahrhundert
Im Dreißigjährigen Krieg wurde das Dorf schwer verwüstet und 1640 nur noch drei der neun Hufnerhöfe besetzt. Im Jahr 1661 waren von den neun Hufnerhöfen noch zwei besetzt. Der Halbhufnerhof war besetzt, die zwei Kossätengüter hingegen noch wüst. Eine Statistik von 1676 berichtete von neun Anspännern oder Hufnern, einem Halbhufner und Kossäten sowie 39 ½ Erbhufen und 16 wüsten Hufen. Im Jahr 1682 besaß der Schulze 5 ½ Lehnhufe und zwei wüste Hufe. Von den sechs Vierdorfhufnern hatten drei je zwei wüste Hufen und drei je eine wüste Hufe. Von den zwei Viererbhufnern hatte einer ebenfalls zwei, der andere eine wüste Hufe. Der Zweidorfhufner hatte noch zwei wüste Hufen; eines der beiden Kossätengüter lag noch wüst.

### 18. Jahrhundert
In Lehnsdorf lebten im Jahr 1701 neun Hufner, ein Halbhufner und zwei Kossäten. Diese bewirtschafteten 42 Mg 150 Ruten (R) Wiese. Im Jahr 1718 waren es neun Hufner und ein Kossät mit 57 Hufen, darunter 16 wüste Markhufen. Eine Statistik aus dem Jahr 1764 führte vier Fünfhufner, einen Vierdreiviertelhufner (den Landschulzen), vier Viereinhalbhufner, einen Dreihufner, einen Einhalbhufner und einen Einviertelhufner sowie zwei Häusler auf. Es gab einen Windmühlenbesitzer. Den Einwohnern standen 46 ½ Hufe zur Verfügung, von denen 26 ½ Hufe genutzt und 20 verpuscht und mit Heidekraut bewachsen waren. Pro Hufe brachten sie 9 Dresdner Scheffel 3 15/53 Metzen Saat aus. Im Jahr 1777 lebten im Dorf 14 Mann: neun Ganzhufner, ein Halbhufner, zwei Kossäten, ein Häusler und ein Windmüller.

### 19. Jahrhundert
Im Jahr 1806 besaßen die vier Vierhufner jeder zwei wüste Hufen. Der Schulze bewirtschafteten einen vier Hufen großen Hof und hatte zusätzlich noch 1 ½ wüste Hufen. Die vier Vierhufner hatten jeder eine weitere wüste Hufe. Der Zweihufner hatte eine wüste Hufe, ein weiterer Einwohner eine wüste Hufe; ein anderer ½ wüste Hufe. Es gab vier Häusler, darunter einen Schmied. Im Jahr 1822 hatte der Lehnschulze den Krug niedergelegt. Von den acht weiteren Vollhufnern besaßen vier besondere Tagelöhnerhäuser. Es gab außerdem einen Halbhufner, einen Kossäten, einen Halbkossäten und vier Häusler, darunter einen Schmied und einen Windmüller. Die Schmiede selbst war nicht besetzt, sondern wurde von einem Laufschmied aus Grabow bei Bedarf besetzt. Das Erbbuch wies 37 ½ Dorfhufen, sieben wüste Hufen in Preußdorf und zehn wüste Hufen in Leisdorf aus. Die Gemarkung war in Wirklichkeit aber 39 Hufen groß, darunter vier Lehnhufen und eine Pfarrhufe sowie zehn wüste Hufen zu Leisdorf und sieben wüste Hufen zu Preußdorf. Hinzu kam eine unverhufte Ackerfläche an der sogenannten Mörtelmark. Lehnsdorf war bis 1837 auf 28 Wohnhäuser angewachsen. In den 1840er Jahren kam es zu zahlreichen Rezessen um die Ablösung der Hand- und Spanndienste bzw. der Umwandlung des Zehnt in eine Geldrente. Das Ortschaftsverzeichnis von 1858 weist eine Fläche von 5365 Morgen (Mg) aus: 15 Mg Gehöfte, 2340 Mg Acker, 10 Mg Wiese und 3000 Mg Wald. Darauf standen fünf öffentliche, 32 Wohn- und 42 Wirtschaftsgebäude, darunter eine Getreidemühle.

### 20. Jahrhundert
Zur Jahrhundertwende standen auf 1460 Hektar (ha) insgesamt 45 Häuser. Die Fläche wuchs bis
1931 nur unwesentlich auf 1461 ha an; darauf standen 43 Wohnhäuser mit 53 Haushaltungen. Im Jahr 1937 erfolgte die Umbenennung des Dorfes in Lehnsdorf. Zwei Jahre später gab es zwei land- und forstwirtschaftliche Betriebe, die über 100 ha groß waren. Fünf weitere waren zwischen 20 und 100 ha, sechs zwischen 10 und 20 ha, 17 zwischen 5 und 10 ha sowie 6 zwischen 0,5 und 5 ha groß.
Nach dem Zweiten Weltkrieg wurden im Rahmen der Bodenreform 677 ha enteignet: 167 ha Acker, 8,5 ha Wiese, 462,5 ha Wald und 38,5 ha Ödland. Hinzu kam eine Zulage in unbekannter Größe aus Klein Glien. Davon gingen 283,4 ha an 39 Bauern, 8 ha an drei Kleinpächter, 0,25 ha an die Vereinigung der gegenseitigen Bauernhilfe (VdgB), 12 ha an die Gemeinde Klepzig, 32 ha an die Gemeinde Mützdorf und 341,41 an die Provinzial-Forstverwaltung. Gegen den damaligen Bürgermeister, Otto Knape, wurde wegen des Verdachts auf „wesentlicher Förderung der NS-Gewaltherrschaft“ ermittelt. Ein weiteres Verfahren wurde gegen den Landarbeiter Hermann Knape eingeleitet. Zwei Jahre später kam es zu einem ähnlichen Verfahren gegen den Waldarbeiter Otto Lange und den Holzfäller Hermann Möbius. Im Jahr 1955 gründete sich eine LPG vom Typ I „Stock und Biene“ mit zunächst 16 Mitgliedern und 45 Hektar landwirtschaftlicher Nutzfläche. Sie wuchs bis zum Jahr 1960 auf 91 Mitglieder und 83 Hektar Fläche an, schloss sich 1973 mit der LPG Typ I Klepzig zusammen und ging in eine LPG Typ III über.

## Bevölkerungsentwicklung
| Jahr      | 1817 | 1837 | 1858 | 1871 | 1885 | 1895 | 1905 | 1925 | 1939 | 1946 | 1964 | 1971 |
| Einwohner | 131  | 194  | 234  | 245  | 242  | 206  | 219  | 219  | 204  | 308  | 212  | 201  |

## Kultur und Sehenswürdigkeiten
- Die Dorfkirche Lehnsdorf ist eine rechteckige Feldsteinkirche mit Apsis aus dem 13. Jahrhundert mit einem aufgesetzten Westturm aus dem Jahr 1862.